# Bălăbănești, Criuleni
Bălăbănești este satul de reședință al comunei cu același nume  din raionul Criuleni, Republica Moldova. Este situat la 3 km de vest de autostrada Cernăuți–Odesa, la 4 km sud de orășelul Vadul lui Vodă, la 25 km de stația calea ferată Mereni, la 28 km de centrul raional Criuleni și la 24 km est de Chișinău. Are o populație de 2.081 locuitori și o suprafață de 37,2 km².

## Istoric
Întemeiat în 1825 de câteva familii de țărani români pe pământurile boierului Bălăban, care își construise conacul său pe un deal vis-a-vis de satul de astăzi, în partea lui de vest și care mai poartă toponimul de Bălăban. Într-un document, Mihai Racoviță domn al Moldovei întărește lui Iordache Roset satul Bălăbănești din vecinătate. Așa apare satul Malîi Tohatin căruia localnicii neputându-se obișnui cu denumirea rusă i-au zis Malu (astăzi Mălăiești). Pe aceeași moșie Bălăbănești apare și cătunul Coada Malului, atestat în 1825 cu denumirea de Bălăbănești din același ținut al Lăpușnei.
Fiind situat ceva mai în urma satului Mălăiești, locuitorii îi mai spuneau până nu demult și coada Malului. În timpul atestării sale, în 1825, satul avea 15 locuitori. În Arhiva Națională din Chișinău s-au păstrat numele boierilor care stăpâneau pământurile. În acea vreme stăpân pe satul Mălăiești și Vadul lui Vodă era familia boierului Sicarda. Cele mai răspândite nume erau Timciuc, Calancea, Ivanov.
Satul are 2 movile funerare făcute de migratorii nomazi veniți din stepele asiatice.
În cel de-al doilea război mondial au participat 100 bărbați tineri, întorcându-se 45. În 1992 au fost luați pe front alți 20 de tineri.

## Geografie
În partea de sud-est a satului se află un parc dendrologic de 5 ha (monument de arhitectură peisagistică.)
Predomină o climă temperată, blândă cu mici variațiuni în timpul iernii și primăverii. Vânturile timpurii de primăvară produc înghețuri ducând la nimicirea semănăturilor. Pe dealuri sunt prezente terenuri cu viță-de-vie și livezi.
Satul este scăldat de râul Nistru. Prin localitate curge râulețul Recea.

## Demografie
La recensământul din anul 2004, populația satului constituia 2.081 de locuitori, 49,30% fiind bărbați și 50,70% femei. Structura etnică a populației arăta astfel:
- 98,41% moldoveni/români
- 0,43% ucraineni
- 0,91% ruși
- 0,10% bulgari
- 0,05% polonezi
- 0,10% alte etnii.

## Societate
În sat activează o biserică cu hramul „Sf. Arhanghel Mihail” datând din sec. XIX.

## Legături externe
Materiale media legate de Bălăbănești la Wikimedia Commons